# Vlad Tepes (formație)
Vlad Tepes a fost o formație franceză de black metal înființată în Brest în 1993. Numele grupul este preluat de la Vlad Țepeș, domnitor al Țării Românești în secolul al XV-lea. Formația face parte din grupul francez Les Légions Noires, membrii săi fiind Vorlok Drakksteim și Wlad Drakksteim. Vlad Tepes a fost una dintre trupele Les Légions Noires prezentate în revista The Black Plague - First Chapter (And Maybe Last One) în 1995.

## Istorie
După lansarea unei casete, caseta demo War Funeral March (1994) a fost lansată pe piața americană de casa de discuri.Full Moon Productions⁠(d). A fost urmată în 1995 de March to the Black Holocaust, un album split lansat împreună cu formația Bèlkètre prin French Embassy Productions. În 1996, un alt album split - intitulat Black Legions Metal - a fost lansat împreună cu Torgeist de casa de discuri Drakkar Productions⁠(d).
Un cover al melodiei Drink the Poetry of the Celtic Disciple a fost înregistrat de muzicianul Chris Brokaw⁠(d) pe albumul Canaris⁠(d).

## Discografie

### Albume demo
- Rehearsal Winter '93 (Dec. 1993)
- War Funeral March (Demo 1, Aug. 1994, Casetă, Full Moon Productions)
- The Return of the Unweeping (Trial demo, Sept. 1994)
- Celtic Poetry (Demo 2, Nov. 1994)
- Into Frosty Madness (Trial demo, Jan. 1995)
- Brouillons I (casetă, mai 1995)
- Brouillons II (casetă, mai 1995)
- Dans Notre Chute... (Demo 3, iulie 1995)
- The Return of the Unweeping II (Experimental demo, Oct. 1995)
- Black Legions Metal (cover demo, noiembrie 1995)
- Morte Lune (Demo 4, martie 1996)

### Albume split
- March to the Black Holocaust (1995, split-CD with Bèlkètre, 1000 hand-numbered copies, Embassy Productions TE002)
- Black Legions Metal (1996, Split-CD with Torgeist, Drakkar Productions DKCD002)